# Heliport Aappilattoq (Nanortalik)

i7
i11
i13
Der Heliport Aappilattoq (ICAO-Code: BGAQ) ist ein Hubschrauberlandeplatz in Aappilattoq im südlichen Grönland. Da er kein Abfertigungsgebäude besitzt, wird der Heliport auch als Helistop bezeichnet.

## Lage und Ausstattung
Der Heliport liegt im südlichen Teil des Dorfs, liegt auf einer Höhe von 30 Fuß und hat eine 30 × 20 m große rechteckige mit Schotter bedeckte Landefläche.

## Fluggesellschaften und Ziele
Der Heliport wird von Air Greenland bedient, die saisonal regelmäßig Flüge zum Heliport Tasiusaq und zum Heliport Narsarmijit anbietet. Von dort aus kann über die Heliports Nanortalik, Qaqortoq und Narsaq der Flughafen Narsarsuaq erreicht werden.